# Daphne Ferraro
Daphne Ferraro (* 1992 in Kopenhagen) ist eine deutsch-dänische Drehbuchautorin.

## Leben
Daphne Ferraro studierte von 2012 bis 2017 Drehbuch an der Hochschule für Fernsehen und Film München. Mit ihrem Diplom-Drehbuch „Terra Murata“ gewann sie 2017 den ersten First Steps Award in der Kategorie Drehbuch und arbeitet seitdem als freie Autorin.
Sie wirkte an der 2. Staffel der deutschen Netflix-Serie „Dark“ mit, schrieb das Drehbuch zu Katja von Garniers Kinofilm „Fly“ und adaptierte zuletzt als Headautorin Mona Kastens Bestseller „Save Me“ unter dem Titel „Maxton Hall – Die Welt zwischen uns“ als High-End-Serie für Prime Video Deutschland.
Daphne Ferraro arbeitet mit zahlreichen Produktionsfirmen zusammen, entwickelt Kino- und Serienstoffe und ist als freie Dozentin tätig. Seit 2023 ist sie Teil der Drehbuchjury des First Steps Award.

## Filmografie (Auswahl)
- 2019: Dark, Staffel 2 (Writersroom, 2 Episoden, Co-Autorin von Jantje Friese)
- 2021: Fly (Drehbuch)
- 2024: Maxton Hall – Die Welt zwischen uns (6 Episoden, Headwriter)